# XLIX Festival Internacional de Cinema Fantàstic de Catalunya
La XLIX edició del Sitges Festival Internacional de Cinema de Catalunya (abans, Festival Internacional de Cinema Fantàstic de Sitges) es va organitzar del 7 al 16 d'octubre de 2016 dirigida per Àngel Sala. En el cartell d'aquesta edició es ret homenatge al 50è Aniversari de Star Trek i va gaudir de la presència de l'actor Walter Koenig, que a la sèrie encarnava el paper de Pavel Chekov, i es va projectar el documental For the Love of Spock dirigida per Adam Nimoy. També es va fer la retrospectiva Red Planet Marx: la conquesta (soviètica) de l'espai, amb pel·lícules de gènere fantàstic realitzades entre 1957 i 1978 a la URSS, Txecoslovàquia, la RDA i Polònia. Se li va atorgar el Gran Premi Honorífic a Christopher Walken i a Max von Sydow. i el premi Màquina del Temps a Dolph Lundgren, Bruce Campbell, Barbara Crampton i Paul Schrader.
Es van exhibir un total de 170 pel·lícules, 30 d'elles a la secció oficial, i el certamen fou inaugurat amb Inside de Miguel Ángel Vivas i Projecte Llàtzer de Mateo Gil. Fou clausurat amb la projecció del documental David Lynch: The Art Life.

## Pel·lícules projectades

### Secció oficial Fantàstic
- Swiss Army Man dels Daniels
- Train to Busan de Yeon Sang-ho
- Blair Witch d'Adam Wingard
- The Girl with All the Gifts de Colm McCarthy
- Animal de companyia de Carles Torrens /
- Creepy de Kiyoshi Kurosawa
- Projecte Llàtzer de Mateo Gil
- Gokseong de Na Hong-jin
- Desierto de Jonás Cuarón
- La donzella de Park Chan-wook
- L'autòpsia de la Jane Doe d'André Øvredal
- Dog Eat Dog de Paul Schrader
- Grave de Julia Ducournau
- Interchange de Dain Said
- Karaoke Crazies de Kim Sang-chan
- Mon ange de Harry Cleven
- Museum de Keishi Ōtomo
- Operation Avalanche de Matt Johnson
- Shelley d'Ali Abbasi
- Raman Raghav 2.0 d'Anurag Kashyap
- Better Watch Out de Chris Peckover
- Sam Was Here de Christophe Deroo
- Seoul Station de Yeon Sang-ho
- The Neon Demon de Nicolas Winding Refn
- Before I Wake de Mike Flanagan
- Tenemos la carne d'Emiliano Rocha Minter
- Terra Formars de Takashi Miike
- The Love Witch d'Anna Biller
- Córki dancingu d'Agnieszka Smoczyńska
- The Void de Steven Kostanski i Jeremy Gillespie

### Secció Focus Asia
- Three de Johnnie To[8]
- Trivisa de Vicky Wong i Frank Hui
- The Weaving of a Dream: Johnnie To’s Vision & Craft
- Operation Mekong de Dante Lam
- The Mermaid de Stephen Chow
- Gantz: O de Keiichi Sato

### RetrospectivaRed Planet Marx: la conquista soviética del espacio
- Planeta Bur de Pàvel Kluixàntsev (1962)
- Solaris d'Andrei Tarkovski (1972)
- Test pilota Pirxa de Marek Piestrak (1979)
- Ikarie XB-1 de Jindřich Polák (1963)

## Jurat
El jurat internacional era format per Mick Garris, Axelle Carolyn, Geoffrey Gilmore, Franck Ribière i Brian Yuzna.

## Premis
Els premis d'aquesta edició foren:
| Categoria                                                      | Premiat                                                                                   | Treball                      |
| -------------------------------------------------------------- | ----------------------------------------------------------------------------------------- | ---------------------------- |
| Premi al millor director Patrocinat per Gas Natural Fenosa     | Yeon Sang-ho                                                                              | Train to Busan               |
| Premi a la millor pel·lícula                                   | Swiss Army Man                                                                            | Daniels                      |
| Premi a la millor actriu Patrocinat per Autolica-Mercedes Benz | Sennia Nanua                                                                              | The Girl with All the Gifts  |
| Premi al millor actor                                          | Daniel Radcliffe                                                                          | Swiss Army Man               |
| Premi al millor guió                                           | Jeremy Slater                                                                             | Animal de companyia          |
| Premi a la millor fotografia                                   | Hong Kyung-pyo                                                                            | Gokseong                     |
| Premi als millors efectes especials                            | Jung Hwang-su                                                                             | Train to Busan               |
| Premi al millor Curtmetratge                                   | Tim Egan                                                                                  | Curve                        |
| Premi al millor Curtmetratge Menció especial                   | Konstantina Kotzamani                                                                     | Limbo                        |
| Premi Especial del Jurat                                       | L'autòpsia de la Jane Doe                                                                 | André Øvredal                |
| Gran Premi del Públic Patrocinat per la Vanguardia             | La donzella                                                                               | Park Chan-wook               |
| Premi Carnet Jove a la millor pel·lícula                       | Grave                                                                                     | Julia Ducournau              |
| Menció especial Carnet Jove                                    | Córki dancingu                                                                            | Agnieszka Smoczyńska         |
| Menció especial Carnet Jove                                    | Swiss Army Man                                                                            | Daniels                      |
| Premi Midnight X-Treme                                         | It Stains the Sands Red                                                                   | Colin Minihan                |
| Premi Noves Visions One                                        | Under the Shadow                                                                          | Babak Anvari                 |
| Premi Noves Visions One Menció Especial                        | Prevenge                                                                                  | Alice Lowe                   |
| Premi Noves Visions Plus                                       | Ejhdeha Vared Mishavad!                                                                   | Mani Haghighi                |
| Premi Noves Visions Plus Menció especial                       | Are We Not Cats                                                                           | Xander Robin                 |
| Premi Noves Visions. Petit format                              | La femme et le TGV                                                                        | Timo von Gunten              |
| Premi Òrbita Fantàstic                                         | Lo chiamavano Jeeg Robot                                                                  | Gabriele Mainetti            |
| Premi Fantàstic Panorama                                       | I Am Not a Serial Killer                                                                  | Billy O'Brien                |
| Premi Focus Àsia                                               | Gokseong                                                                                  | Na Hong-jin                  |
| Premi Focus Àsia Menció especial                               | Dearest Sister                                                                            | Mattie Do                    |
| Premi Anima't Millor pel·lícula d'animació                     | Your name                                                                                 | Makoto Shinkai               |
| Premi Anima't Millor curtmetratge d'animació                   | Darrel                                                                                    | Marc Briones Alan Carabantes |
| Premi SGAE Nova Autoria Millor direcció                        | Violeta Blasco, Germán Andrés López Carlotta Napolitano, Angélica Sánchez Claudia Zegarra | Cabeza de orquídea           |
| Premi SGAE Nova Autoria Millor guió                            | Miguel Casanova, Damià Serra                                                              | En la azotea                 |
| Premi SGAE Nova Autoria Millor música original                 | Jan Fité                                                                                  | Roger                        |
| Premi Méliès d'argent al millor llargmetratge                  | Grave                                                                                     | Julia Ducournau              |
| Premi Méliès d'argent al millor curtmetratge                   | Dawn of the Deaf                                                                          | Rob Savage                   |
| Premi Blood Window                                             | 1974: La posesión de Altair                                                               | Víctor Dryere                |
| Premi Brigadoon al curtmetratge                                | Arcana                                                                                    | Jerónimo Rocha               |
| Premi de la Crítica José Luis Guarner                          | The Neon Demon                                                                            | Nicolas Winding Refn         |
| Premi Ciutadà Kane a la direcció revelació                     | Grave                                                                                     | Julia Ducournau              |
| Gran Premi Honorífic                                           | Christopher Walken Max von Sydow                                                          |                              |
| Premi Maria honorífica                                         | Ruggero Deodato                                                                           |                              |
| Premi Bacardí Sitges al Espíritu Indomable                     | Mario Casas                                                                               |                              |
| Premi Nosferatu                                                | Terele Pávez                                                                              |                              |
| Premi Honorífic Màquina del Temps                              | Dolph Lundgren Bruce Campbell Barbara Crampton Paul Schrader Walter Koenig                |                              |